# Мемфис (Египат)
Мемфис или Менефер (арап. مَنْف Manf  грч. ) била је древна престоница прве номе Доњег Египта и Старог краљевства од његовог оснивања до око 1300. године п. н. е. Његово египатско име било је Инеб Хеџ - „Беле зидине“. Назив Мемфис је настао од грчког назива за пирамиду Ман-нефер коју је саградио фараон Пепи I (6. династија). Његове рушевине се налазе у близини данашњег града Мит Рахина, 20 km (12 ми) јужно од Гизе у ширем Каиру, у Египту.
Према легендама које је почетком трећег века пре нове ере пренео Манетон, свештеник и историчар који је живео у Птоломејском краљевству током хеленистичког периода древног Египта, град је основао краљ Менес. То је био главни град древног Египта (Кемет или Кумат) током Старог краљевства и остао је важан град током историје старог Египта. Град је заузимао стратешки положај на ушћу делте Нила и био је дом ужурбаних активности. Његова главна лука, Перу-нефер, имала је велику густину радионица, фабрика и складишта која су дистрибуирала храну и робу широм древног краљевства. Током свог златног доба, Мемфис је напредовао као регионални центар за привреду, трговину и религију.
Веровало се да је Мемфис под заштитом бога Птаха, заштитника занатлија. Његов велики храм, Хут-ка-Птах (што значи „Ограђивање душе Птаха”), био је једна од најпроминентнијих грађевина у граду. Верује се да је име овог храма, које је Манетон на грчки превео као Aἴγυπτoς (Ai-gy-ptos), етимолошка основа модерног имена Египат.
Историја Мемфиса блиско је повезана са историјом саме земље. Верује се да је до његовог коначног пада дошло због губитка економског значаја у касној антици, након успона приморске Александрије. Његов верски значај умањио се након напуштања старе религије у складу са Солунским едиктом (380. године), који је никејско хришћанство учинио једином религијом Римског царства.
Данас рушевине бившег главног града нуде фрагментиране доказе о његовој прошлости. Заједно са комплексом пирамида у Гизи, они су чувају као Локација светска баштина од 1979. Локација је отворена за јавност као музеј на отвореном.

## Топонимија
| mn · n | nfr | f · r | O24 | niwt |

| mn · n | nfr | f · r | O24 | niwt |

Мемфис је током своје историје од скоро четири миленијума имао неколико имена. Његово староегипатско име било је Инибу-хеђ (𓊅𓌉, у преводу „бели зидови“).
Због своје величине град је постао познат и по разним другим именима која су била имена квартова или округа који су у једном или другом тренутку уживали значајну важност. На пример, према тексту из првог прелазног периода, био је познат као Дјед-Сут („вечна места“), што је назив пирамиде Тети.
У једном тренутку град се називао Анк-Тави (што значи „Живот две земље”), наглашавајући стратешки положај града између Горњег Египта и Доњег Египта. Сматра се да ово име датира из Средњег краљевства (око 2055–1640. п. н. е.), и често се налази у древним египатским текстовима. Неки научници сматрају да је ово име било подручје које је садржало свето дрво, западни део града који се налазио између великог храма Птах и некрополе у Сакари.

## Галерија
- Музејски радник у процесу чишћења колоса Рамзеса
- Приказ Птаха пронађен на зидовима Хаторског храма
- Алабастерна сфинга пронађена изван храма Птах
- Кип Рамзеса II у музеју на отвореном
- Крупни план сфинге испред Птаховог храма
- Колос Рамзеса